# Trnovče (gmina Petrovac na Mlavi)
Trnovče (cyr. Трновче) – wieś w Serbii, w okręgu braniczewskim, w gminie Petrovac na Mlavi. W 2011 roku liczyła 616 mieszkańców.